# Ángel Masié Ntutumu
Ángel Masié Ntutumu Mangue (Mikomeseng, Guinea Española, 1930 - 4 de octubre de 2020) fue un político ecuatoguineano.

## Biografía
Hermano de Miguel Eyegue, Vicepresidente de Guinea Ecuatorial entre 1974 y 1976. Su hijo es el político Ángel Masié Mebuy, actual segundo vice primer ministro, Encargado de Relaciones con el Parlamento y Asuntos Jurídicos de Guinea Ecuatorial.
Realizó estudios de ciencias sociales en Santa Isabel.
Militante del MONALIGE, fue nombrado ministro del Interior del Presidente Francisco Macías Nguema en 1968 tras la Independencia de Guinea Ecuatorial, desempeñando el cargo hasta 1973. Al año siguiente fue nombrado ministro de Seguridad Nacional, Viceministro de Sanidad y Secretario presidencial. Se le considera responsable de algunos episodios represivos en la Isla de Bioko acontecidos en 1974. En 1976 cayó en desgracia y se exilió en España.
En 1979 apoyó desde el exilio el Golpe de la Libertad encabezado por Teodoro Obiang y regresó al país. En 1981 fue involucrado en un supuesto intento de golpe de Estado junto a Pedro Ekong y Andrés Moisés Mba Ada.
Fue diputado de la Cámara de los Representantes del Pueblo como militante del PDGE. Posteriormente pasó a la oposición y se unió al partido Unión Popular, formando parte de su Consejo Político Nacional. Su labor de opositor le valió ser detenido en 1991 y 1993. En 2010 se integró nuevamente al PDGE. Falleció el 4 de octubre de 2020, a los noventa años.